# Cemetery
Cemetery és el tercer senzill de l'àlbum Freak Show de la banda australiana Silverchair. Aquesta cançó és especial perquè és la primera balada que va compondre el grup. Originalment, el grup no tenia la intenció d'incloure la cançó en aquest àlbum, però finalment s'hi va afegir gràcies a la insistència de la mare del cantant Daniel Johns. També va ser inclosa en el recopilatori The Best of Volume 1.
El videoclip es va filmar en un petit descans durant la gira que feia el grup pels Estats Units i van tornar a comptar amb la direcció de Gerry Casale de Devo.

## Llista de cançons
CD Senzill AUS (MATTCD052) /  Vinil 10" Ltd. (MATTV052) / Casset Ltd. (MATT0052)
1. "Cemetery"
2. "Slab (Nicklaunoise mix)"
3. "Cemetery (acoustic)"

CD Senzill EU (6645342)
1. "Cemetery"
2. "Freak (Remix For Us Rejects)"
3. "Undecided"
4. "Cemetery (acoustic)"

CD EU Special Edition (6645532)
1. "Cemetery"
2. "Slab (Nicklaunoise mix)"
3. "Cemetery (acoustic)"
4. "Fed Up"

CD German Special Edition (Alemanya) (6643852)
1. "Cemetery"
2. "Freak (Remix For Us Rejects)"
3. "Undecided"
4. "Cemetery (acoustic)"
5. "Boiling Point - End Of Silence"

Promo CD US (ESK0436)
1. "Cemetery"